# Coppa Nevigata
Coppa Nevigata è un sito archeologico preistorico in Puglia, a sudovest di Manfredonia, sulle coste a sud del Gargano.
La frequentazione umana sul sito, situato ai margini della costa, con facile accesso al mare e numerose risorse naturali, risale al Neolitico, ossia intorno al 6000 a.C. Nell'età del Bronzo - intorno al 1750 a.C. - si sviluppa un insediamento notevole, che vanta anche contatti con la civiltà minoica: si praticava ampiamente l'estrazione della porpora dai murici e la spremitura delle olive, dimostrando così l'antichissima tradizione culturale legata all'olio d'oliva in Puglia. Alcune aree prossime alle fortificazioni e alla riva della laguna furono adibite ad attività collettive, connesse sia alla conservazione e al trattamento dei cereali, che all'estrazione della porpora; in seguito queste attività si spostarono all'interno dell'abitato. L'insediamento era provvisto di mura difensive in pietrame a secco.
Attualmente il sito è scavato periodicamente da una missione della Sapienza di Roma, sotto la direzione di Alberto Cazzella.